# Ewald Wellmann
Ewald Wellmann war ein deutscher Landrat.

## Leben
Wellmann trat der NSDAP bei. Nach dem deutschen Überfall auf Polen wurde er im Landkreis Krotoschin Kreisleiter der NSDAP. Einige Zeit später wurde ihm das Amt des Landrats kommissarisch übertragen. Am 8. Mai 1942 übernahm er offiziell die Funktion des Landrats in Krotoschin.